# Carboni 14
El carboni 14 (símbol ¹⁴C), també dit radiocarboni, és un isòtop radioactiu del carboni, amb un nucli format per 6 protons i 8 neutrons. Els isòtops de carboni serien el 12, 13 i, el ja esmentat, 14. La seva presència als materials orgànics s'ha utilitzat com a base per al mètode de datació per radiocarboni que s'utilitza en arqueologia, geologia i hidrogeologia.
El carboni 14 apareix de manera natural amb una abundància d'un 0.0000000001% del carboni atmosfèric. El seu període de semidesintegració és de 5730±40 anys, i es desintegra transformant-se en nitrogen 14.
L'activitat estàndard del radiocarboni és de 14 desintegracions per minut (dpm) per gram de carboni (aproximadament 230 mBq/g).
El carboni-14 es produeix a les altes capes de la troposfera i de l'estratosfera.
Quan els raigs còsmics entren a l'atmosfera experimenten diverses transformacions que inclouen la producció de neutrons els quals reaccionen com segueix: 
n + ¹⁴N → ¹⁴C + ¹H
Tot i que el radiocarboni es produeix majoritàriament en l'alta atmosfera, es distribueix per tota l'atmosfera i reacciona amb l'oxigen per a formar diòxid de carboni radioactiu el qual es dissol en l'aigua (també en el gel) i penetra en els oceans.
El carboni 14 va ser descobert el 27 de febrer de 1940 per Martin Kamen i Sam Ruben a Berkeley. La tècnica de datació per radiocarboni va ser desenvolupada l'any 1949 per Willard Libby i col·legues a la Universitat de Chicago.

## Datació amb ¹⁴C
La datació amb carboni 14 és una datació dels materials orgànics basada en el procés físic de la desintegració radioactiva. La matèria orgànica està composta fonamentalment de carboni. El carboni és fixat per les plantes a partir del CO₂ de l'atmosfera. El carboni es presenta en diferents isòtops, essent el 12C el més habitual, no obstant s'hi troba també ¹⁴C. El carboni 14 presenta la peculiaritat que és inestable i es va desintegrant de forma contínua. De fet, el carboni 14 té un període de semidesintegració de 5.730 anys, és a dir que al cap d'aquest temps la meitat del ¹⁴C s'ha desintegrat. El carboni assimilat per les plantes pren una proporció estable entre l'isòtop 12 i el 14.
Així doncs, si s'obté una mostra de material orgànic i es processa al laboratori amb les tècniques adequades, hom pot determinar la proporció entre el ¹⁴C i 12C de manera que es pot arribar a determinar l'edat aproximada en què aquell material va deixar d'assimilar carboni, permetent de datar-lo i, indirectament, saber l'edat de l'objecte que en forma part.